# Servus, Euer Ehren – Endlich Richterin
Servus, Euer Ehren – Endlich Richterin ist ein deutscher Fernsehfilm aus dem Jahr 2024 von Regisseurin Katharina Woll  mit Amelie Kiefer und Helmfried von Lüttichau. Das Drehbuch von Carolin Otto basiert auf Motiven des Romans Justizpalast von Petra Morsbach.

## Handlung
Thirza Zorniger, Tochter des Schauspielers Carlos Zorniger, tritt eine Stelle als Richterin am Oberlandesgericht München an. Im Justizpalast darf Thirza zunächst vertretungsweise und auf Probe Recht sprechen. Thirzas Vorgesetzter ist der Kammervorsitzende Kaspar Epha, er war Thirzas Professor an der Universität.
Ihr erster Fall ist ein Schadensersatzfall. Klägerin ist die Schauspielerin Sarah Heckler, die nach einem Bootsunfall auf dem Starnberger See eine Beinprothese trägt. Sie wird daher vermutlich in ihren ursprünglichen Beruf aufgrund fehlender Rollenangebote nicht mehr zurückkehren können. Klaus Springer wurde in einem Strafverfahren, bei dem Mark Schünemann Staatsanwalt war, wegen fahrlässiger Körperverletzung schuldig gesprochen, allerdings beklagt Heckler, dass der Schadenersatz nicht angemessen sei.
Heckler war damals neben der Schauspielerei als Kellnerin bei der Tauber-Gastronomie beschäftigt. Martin Tauber, der Sohn eines Münchner Partygastronomen, wurde neben Oksana Tokajewa als Zeuge des Unfalls geführt. Die Gegenseite bezieht die Schadenersatzansprüche auf ihre Tätigkeit als Kellnerin. Laut den Akten hatte das Opfer als Einzige der vier Personen Alkohol im Blut, Thirza findet das merkwürdig und kontaktiert ihren Ex-Kommilitonen und nunmehrigen Staatsanwalt Schünemann. Der fühlt sich angegriffen, weil sie seine Arbeit hinterfragt und bezeichnet seinerseits den Prozessbeobachter und Journalisten Kaya Yüksel als Verschwörungstheoretiker. Ein Online-Artikel von Yüksel, der über diesen Unfall berichtete, wurde aufgrund einer richterlichen Verfügung vom Netz genommen.
Obwohl ihr sowohl ihr Lebensgefährte und Verwaltungsrechtler Herbert Kahr als auch ihr Großvater Kargus, ein ehemaliger Richter, zum Dienst nach Ephas Vorgaben raten, nimmt Thirza Kontakt mit dem Journalisten Kaya Yüksel auf. Der lässt ihr den Artikel zukommen. Yüksel hatte die Theorie, dass die Blutproben manipuliert wurden. Ein Sanitäter hatte ihm erzählt, dass die Blutproben verschwunden waren und erst später wieder aufgetaucht sind. Später wollte sich der Sanitäter nicht mehr daran erinnern, möglicherweise wurde dessen Aussage von den Taubers gekauft. Thirza möchte das Strafverfahren neu aufrollen lassen, Epha ist mangels konkreter Beweise dagegen.
Die Versicherung hatte Heckler 43.750,91 Euro für den Verlust des Unterschenkels geboten, eine Invalidenrente zu zahlen wurde abgelehnt, weil die Versicherung von einer Mitschuld Hecklers ausging. Sie hatte 0,7 Promille Alkohol im Blut und fahrlässig gehandelt, weil sie bei laufendem Motor schwimmen gegangen war. Heckler soll ein alkoholgelöstes homöopathisches Mittel genommen haben. Heckler beklagt außerdem, dass Martin Tauber nach dem Vorfall ihre Beziehung beendet hatte.
Nach einem Streit mit Thirza zieht ihr Lebensgefährte aus, er wirft ihr ihre Moralvorstellungen vor anstatt sich auf die Karriere zu fokussieren und ihrem Chef zu gefallen, sie ihm dagegen, immer den Weg des geringsten Widerstandes zu gehen. Das Strafverfahren soll neu aufgerollt werden, nachdem die Geschädigte die Wiederaufnahme möchte und Zeugin Oksana Tokajewa ihre Aussage widerrufen werde und dass tatsächlich Martin Tauber und nicht der verurteilte Klaus Springer hinter dem Steuer saß. Allerdings erfährt Thirza überraschend, dass sich die Klägerin und die Gegenseite zwischenzeitlich außergerichtlich geeinigt haben, die Anwältin der Klägerin beantragt die Einstellung des Verfahrens. Von Heckler erfährt Thirza, dass ihr die Gegenseite fünf Jahre lang ein kleines Theater finanziert.
Thirza wundert sich, woher die Gegenseite von den Revisionsplänen wusste. Sie vermutet, dass Tauber die Information von Epha erhalten hatte, womit Epha sich strafbar gemacht hätte. Yüksel nimmt an, dass Epha ihr den Fall nur deshalb gegeben hatte, weil er sie als Anfängerin für naiv hält und er erwartete, dass sie keine Fragen stellt. Wegen Verletzung der richterlichen Neutralität wird Thirza von der Disziplinarkammer unter dem Vorsitz von dem mit Epha befreundeten Horst Seidlinger bis zur Klärung als Richterin auf Probe beurlaubt. Carlos organisiert für sich eine Einladung bei der sogenannten Dienstagsrunde, einer illegalen Glückspielrunde von Kartenspielern, an der auch Epha und der alte Gastro-Tauber teilnehmen. Thirza ist als Stubenmädchen verkleidet dabei.
Der Widerspruch von Thirza gegen die Entscheidung der Disziplinarkammer ist schließlich erfolgreich. Epha ist krankgeschrieben, er hatte sich mit seiner Spielsucht in die Abhängigkeit der Taubers begeben, die Schulden nahmen ihm seine Unabhängigkeit. Richterin Henrike Blank, die Thirza während des Falls immer wieder als Mentorin diente, wird neue Kammervorsitzende und hat Thirza für eine der Richterstellen vorgeschlagen. Thirza und Yüksel kommen sich auch privat näher.

## Produktion und Hintergrund
Die Dreharbeiten fanden vom 12. Juni bis zum 10. Juli 2023 in München und Umgebung statt. Gedreht wurde unter anderem im Justizpalast. Produziert wurde der Film von der Moovie GmbH, als Produzentin fungierte Heike Voßler, Executive Producer war Oliver Berben.
Die Kamera führte Carmen Treichl, die Musik schrieben Josef Bach und Arne Schumann, die Montage verantwortete Kai Minierski und das Casting Stephanie Maile. Das Kostümbild gestaltete Annina Goldfuss, das Szenenbild Thomas Neudorfer, den Ton Johannes Kunz und die Maske Dorothea Goldfuß und Dominique Renic.

## Veröffentlichung
In der ARD-Mediathek wurde der Film am 2. Oktober 2024 veröffentlicht, die Erstausstrahlung im Ersten im Rahmen von Endlich Freitag im Ersten war am 4. Oktober 2024.

## Rezeption

### Kritiken
Tilmann P. Gangloff vergab auf tittelbach.tv 3,5 von 6 Sternen. Der Titel klinge nach typischer Freitagskomödie, tatsächlich handle es sich um ein denkbar konventionell ausgefallenes Justizdrama nach typischem Muster. Kiefer und Helmfried von Lüttichau seien sehenswert, die Umsetzung wirke bisweilen betulich.
Elisa Eberle bezeichnete die Produktion auf prisma.de als gelungenen Film, der einen guten Einblick in die Arbeit bei Gericht gibt. Das Ensemble sei durch und durch großartig besetzt.
Oliver Armknecht vergab auf film-rezensionen.de vier von zehn Punkten. Dass die Nachwuchsrichterin sich nicht an Gepflogenheiten hält, sondern lieber dem eigenen Gerechtigkeitsgefühl folgt sei fragwürdig, solle aber als Komödie ohnehin nicht realistisch sein. Allerdings sei der Film auch nicht komisch. Von den missglückten ernsten Momenten ganz zu schweigen, wenn der Film über die eigenen Dialoge stolpere.

### Einschaltquote
Die Erstausstrahlung des Films am 4. Oktober 2024 im Ersten sahen in Deutschland 3,43 Millionen Zuschauer, der Marktanteil betrug 14,9 Prozent.